# Boissy-le-Repos
Boissy-le-Repos ist eine französische Gemeinde mit 233 Einwohnern (Stand 1. Januar 2022) im Département Marne in der Region Grand Est. Sie gehört zum Kanton Sézanne-Brie et Champagne und zum Arrondissement Épernay.
Sie ist umgeben von folgenden Nachbargemeinden:
|                          | Vauchamps                                   | Le Thoult-Trosnay |
| Bergères-sous-Montmirail | Kompassrose, die auf Nachbargemeinden zeigt |                   |
| Le Gault-Soigny          | Charleville                                 | Corfélix          |

## Bevölkerungsentwicklung

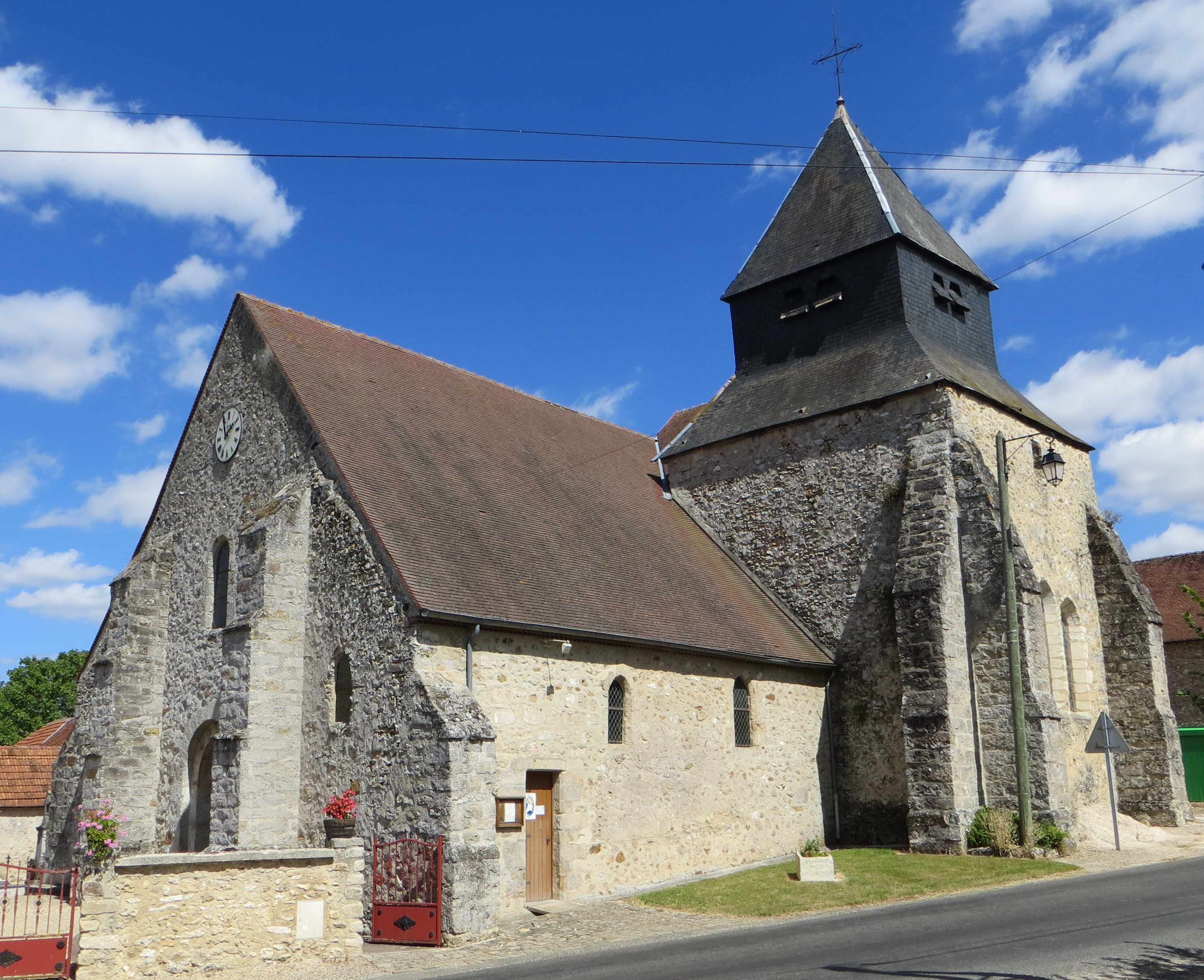
Kirche Saint-Martin

| Jahr                       | 1962 | 1968 | 1975 | 1982 | 1990 | 1999 | 2008 | 2018 |
| -------------------------- | ---- | ---- | ---- | ---- | ---- | ---- | ---- | ---- |
| Einwohner                  | 153  | 121  | 123  | 129  | 154  | 180  | 207  | 223  |
| Quellen: Cassini und INSEE |      |      |      |      |      |      |      |      |